# Capo Trafalgar
Capo Trafalgar (in spagnolo cabo Trafalgar, dall'arabo ﻃﺮﻒ ﺍﻟﻐﺮﺐ, tarf al-gharb, "capo d'occidente") è un promontorio in Spagna sull'oceano Atlantico a nord-ovest dello stretto di Gibilterra, del quale è considerato dai geografi l'estremo occidentale.
Amministrativamente si trova nel territorio del comune andaluso di Barbate.
È principalmente conosciuto per la cosiddetta battaglia di Trafalgar, svoltasi il 21 ottobre 1805, che vide la sconfitta della flotta franco-spagnola da parte di quella britannica, comandata da Horatio Nelson.